# Іван Духнич
Іван Духнич — скрипаль, органіст, педагог та культурний менеджер.

## Освіта
Народився в місті Новояворівськ на Львівщині, отримав основи музичної освіти в Дитячій школі мистецтв ім. Яновського м. Ходорів та у ЛССШ ім. С. Крушельницької (Львів). У 2008-2014 рр. навчався в Базельській музичній академії (скрипка, клас Аделіни Опреан — учениці й послідовниці школи Єгуді Менухіна) і водночас у Schola Cantorum Basiliensis (барокова скрипка, клас К'яри Банкіні; орган, клас Вольфґанґа Церера, Фелікса Пахлатко та Лоренцо Ґієльмі), а також у Музичній академії Карлсруе (клас Альбрехта Бройнінґера). Брав приватні уроки у Гансгайнца Шнееберґера (учень і послідовник школи Карла Флеша).

## Діяльність
З 2016 року Іван Духнич є мистецьким керівником швейцарсько-української асоціації Haliciana Schola Cantorum, яка займається вивченням та популяризацією історично інформованого виконавства в Східній Європі (з фокусом на Галичині), організацією мистецьких та соціальних заходів і проєктів культурного обміну. Є гостьовим викладачем Українського католицького університету у Львові, а також разом із проф. Аделіною Єфіменко та Наталією Райтель є співзасновником музичного відділу при кафедрі мистецтвознавства Українського вільного університету в Мюнхені.
Окрім організаторської та педагогічної праці, Іван Духнич веде активну концертну діяльність як соліст і камерний музикант (скрипаль і органіст). Його спеціалізація — історичне виконавство з фокусом на XVII-XIX ст. й зокрема реконструкція виконавської техніки Ніколауса Брунса (XVII ст.) — скрипка та органна педаль одночасно.